# Clement Attlee
Clement Richard Attlee (ur. 3 stycznia 1883 w Londynie, zm. 8 października 1967 tamże) – brytyjski polityk, premier Wielkiej Brytanii w latach 1945–1951.
Od 1922 był deputowanym Partii Pracy, a od 1935 aż do 1955, kiedy przeszedł na polityczną emeryturę, jej przywódcą. W latach 1940–1945 był członkiem gabinetu wojennego Winstona Churchilla. Reprezentował Wielką Brytanię na Konferencji Wielkiej Trójki w Poczdamie w 1945.
Za jego rządów rozpoczęła się nacjonalizacja niektórych gałęzi przemysłu oraz Banku Anglii i wprowadzono powszechną opiekę medyczną. Uważa się go za jednego ze współtwórców NATO. Churchill w ten sposób wyraził się o Clemencie Attlee: a modest little man with a lot to be modest about (skromny człowieczek, z wieloma rzeczami, co do których musi zachować skromność).

## Życiorys

### Młodość i początki kariery politycznej
Urodził się jako siódmy z ośmiorga dzieci Henry’ego Attlee, prawnika, i Ellen Watson. Wykształcenie odebrał w Northaw School w Haileybury oraz w University College na Uniwersytecie Oksfordzkim, gdzie w 1904 r. ukończył historię nowożytną. Następnie studiował prawo i w 1906 r. rozpoczął praktykę w korporacji. W latach 1907–1910 pracował jako manager w Haileybury House. W 1908 r. wstąpił do Niezależnej Partii Pracy. W 1913 r. został wykładowcą w London School of Economics.
Podczas I wojny światowej służył w pułku South Lancashire. Walczył na półwyspie Gallipoli oraz w Mezopotamii. Został ranny podczas bitwy pod El Hanna. Po rekonwalescencji w Anglii został w 1918 r. wysłany do Francji, gdzie spędził ostatnie miesiące wojny. Wojnę zakończył w stopniu majora. Po wojnie powrócił do pracy w London School of Economics, gdzie wykładał do 1923 r.
10 stycznia 1922 r. w Christ Church w Hampstead poślubił Violet Millar (20 listopada 1895 – 7 czerwca 1964), córkę Henry’ego Edwarda Millara. Clement i Violet mieli razem syna i trzy córki:
- Janet Helen Attlee (ur. 1923)
- Felicity Ann Attlee (1925–2007)
- Martin Richard Attlee (10 sierpnia 1927 – 27 lipca 1991), 2. hrabia Attlee
- Alison Elizabeth Attlee (1930–2016)

W 1919 r. Attlee został burmistrzem okręgu miejskiego Stepney. W 1922 r. został wybrany do Izby Gmin jako reprezentant okręgu Limehouse. Od razu został parlamentarnym prywatnym sekretarzem lidera Partii Pracy, Ramsaya MacDonalda. Kiedy Partia Pracy objęła na krótko rządy w 1924 r. Attlee został podsekretarzem stanu w ministerstwie wojny. W 1926 r. poparł strajk generalny. W 1927 r. został członkiem międzypartyjnej komisji Simona, który badała możliwość nadania autonomii Indiom.
Do rządu Attlee powrócił w 1930 r., kiedy to został Kanclerzem Księstwa Lancaster w drugim gabinecie MacDonalda. W 1931 r. został poczmistrzem generalnym. Kiedy MacDonald zawarł koalicję z Partią Konserwatywną i Partią Liberalną, Attlee znalazł się wśród tych deputowanych, którzy sprzeciwili się tej koalicji, opuścili rząd i przeszli do opozycji.

### Lider opozycji i wicepremier

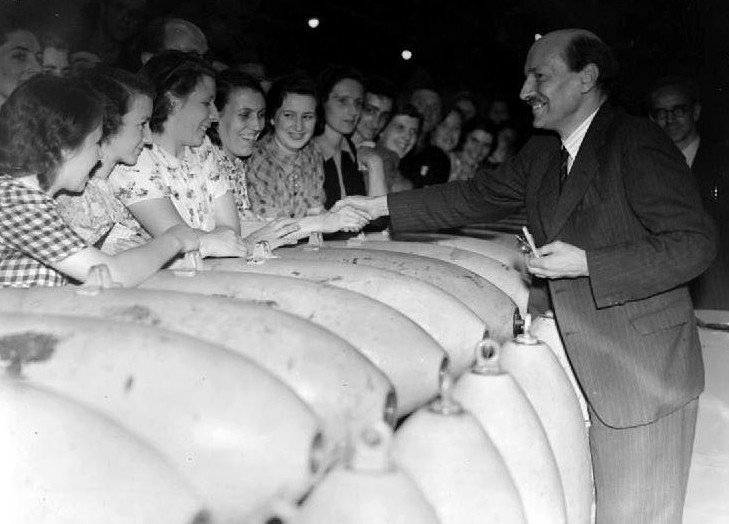
Attlee, jako lord tajnej pieczęci, odwiedzający fabrykę amunicji w 1941 r.

Ponieważ w wyborach 1931 r. większość partyjnych liderów poniosła porażki w swoich okręgach, na czele opozycyjnej Partii Pracy stanęli nowi ludzie. Liderem został George Lansbury, a Attlee objął stanowisko wiceprzewodniczącego. Podobnie jak większość ówczesnych laburzystów Attlee sprzeciwiał się dozbrojeniu armii, jednak po dojściu Hitlera do władzy w 1933 r. stał się krytykiem rządowej polityki appeasementu.
W 1935 r. ze stanowiska lidera partii zrezygnował pacyfista Lansbury. Parlamentarna Partia Pracy wybrała Attleego jako tymczasowego lidera. Właściwe wybory odbyły się po wyborach parlamentarnych 1935 r. Attlee pokonał w nich Herberta Morrisona i Arthura Greenwooda i został nowym liderem Partii Pracy oraz liderem Opozycji. W 1937 r. odwiedził w Hiszpanii brytyjski batalion walczący w Brygadach Międzynarodowych.
Attlee pozostał w opozycji po wybuchu II wojny światowej w 1939 r. Kiedy jednak premierem w 1940 r. został Winston Churchill, Attlee i Partia Pracy weszli w skład rządu wojennego. Attlee otrzymał stanowisko lorda tajnej pieczęci. W gabinecie wojennym piastował również funkcje wicepremiera (w latach 1942–1945), ministra ds. dominiów (w latach 1942–1943) i Lorda Przewodniczącego Rady (w latach 1943–1945).
Po zakończeniu wojny Partia Pracy wystąpiła z rządu wojennego. W kampanii wyborczej konserwatyści skupili się na ukazywaniu zagrożenia dla pokoju ze strony ZSRR, co sprawiło, że wyborcy uznali, że konserwatyści nie interesują się problemami wewnętrznymi kraju. Partia Pracy poszła do wyborów pod hasłami odbudowy gospodarki poprzez nacjonalizację przemysłu o największym znaczeniu dla państwa oraz rozbudowę systemu ubezpieczeń społecznych. Wybory w lipcu 1945 r. zakończyły się lawinowym zwycięstwem laburzystów. 27 lipca Attlee zastąpił Churchilla na stanowisku premiera.

### Na czele rządu Jego Królewskiej Mości

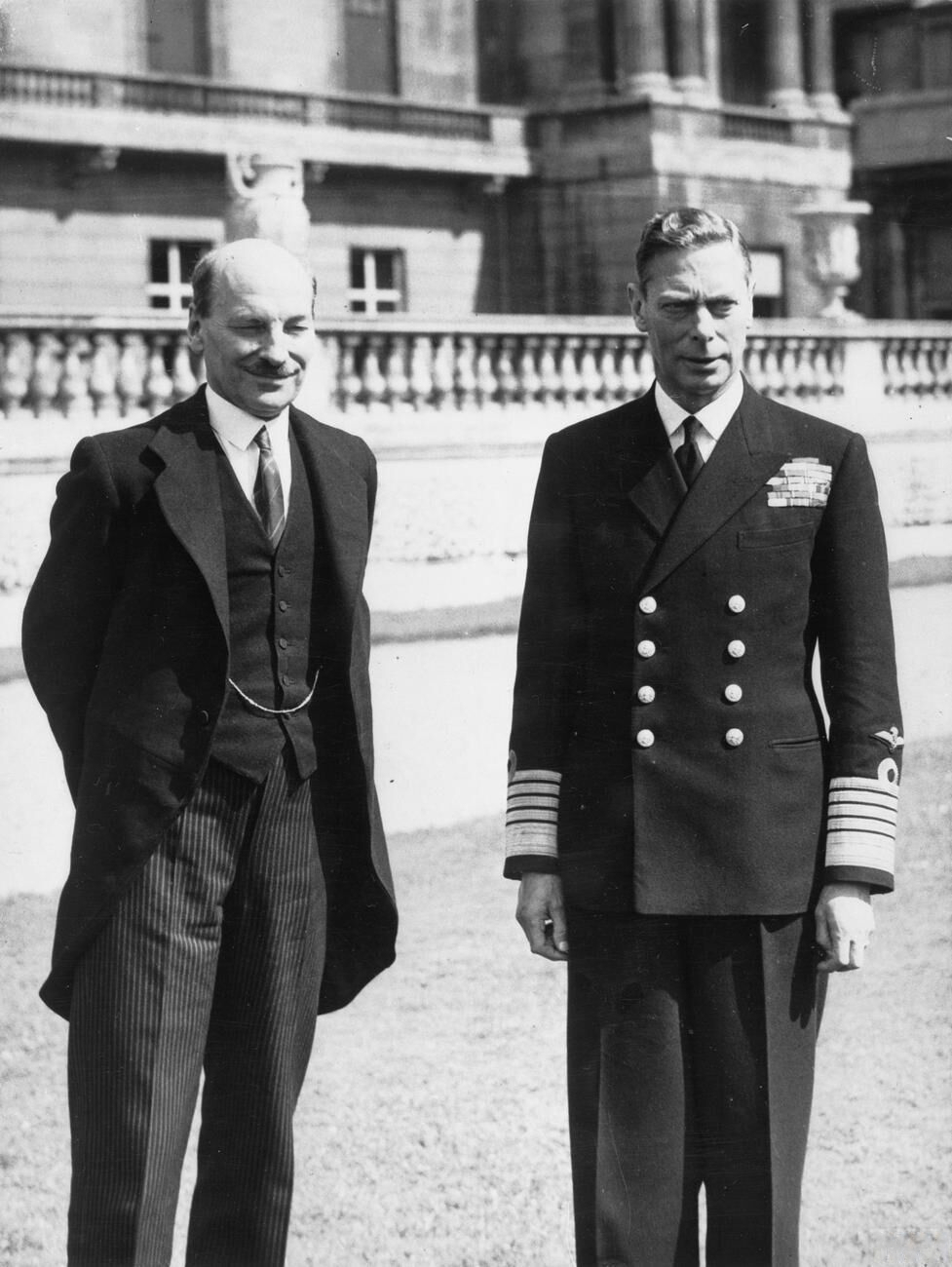
Attlee i król Jerzy VI po wyborczym zwycięstwie laburzystów w 1945 r.

Od razu po wygraniu wyborów Partia Pracy zaczęła wcielać swoje hasła w życie. W 1946 r. uchwalono National Health Service Act, który wszedł w życie w 1948 r. i który tworzył publiczną służbę zdrowia. Rozpoczęła się również nacjonalizacja takich gałęzi przemysłu jak przemysł węglowy, stalowy, transport, gazownictwo oraz telekomunikacja. Znacjonalizowano również Bank Anglii. Utworzono także system parków narodowych.
Rząd laburzystowski musiał także stawić czoła narastającym trudnościom ekonomicznym. Nacjonalizacja i rozbudowa systemu ubezpieczeń społecznych były znacznym obciążeniem dla budżetu państwa, nadszarpniętego wydatkami wojennymi, zniszczeniem przemysłu oraz spadkiem wartości eksportu (który w 1946 r. spadł do 1/3 wartości w 1938 r.). Z tego względu ważnym czynnikiem dla odbudowy kraju stanowiła pomoc amerykańska w ramach planu Marshalla.
W polityce zagranicznej gabinet skoncentrował się na czterech sprawach – powojennym urządzeniu Europy, zimnej wojnie, tworzeniem ONZ oraz dekolonizacją. Attlee tuż po objęciu urzędu premiera zastąpił Churchilla na konferencji Wielkiej Trójki w Poczdamie. W 1946 r. rząd brytyjski zawarł traktat handlowy ze Związkiem Radzieckim. Podporządkowanie przez ZSRR Europy Wschodniej sprawiło, że Attlee i jego minister spraw zagranicznych Ernest Bevin rozpoczęli działania na rzecz sojuszu państw zachodnich, który powstał ostatecznie w 1949 r. (NATO).
Za czasów Attleego rozpoczął się proces rozpadu Imperium Brytyjskiego. W 1947 r. niepodległość odzyskała „perła Korony Brytyjskiej” – Indie, które zostały podzielone na część hinduską i muzułmańską (Pakistan). Przyznano również niepodległość Cejlonowi i Birmie. Wiele z nowo utworzonych państw utrzymało silne więzi z dawną metropolią, zostając członkami Wspólnoty Narodów. Wielka Brytania wycofała się również z mandatu palestyńskiego, gdzie rychło wybuchł konflikt izraelsko-arabski. Uniezależnienie się Egiptu zapoczątkowało wieloletni spór na temat statusu kanału sueskiego.

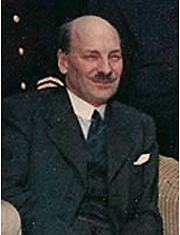
Clement Attlee w Poczdamie

Wybory parlamentarne 1950 r. (Attlee startował w nich z okręgu Walthamstow West) ponownie wygrała Partia Pracy, jednak jej przewaga nad Partią Konserwatywną zmniejszyła się. Przyczyną tego były niepowodzenia gospodarcze oraz w polityce socjalnej, a także odejście z rządu części liderów. W 1950 r. Wielka Brytania zaangażowała się w wojnę koreańską. W 1951 r. kanclerz skarbu Hugh Gaitskell zaproponował budżet oszczędności na pokrycie wydatków wojennych.
Budżet ten wywołał spór w łonie Partii Pracy. W proteście przeciwko jego przyjęciu zrezygnowało dwóch ministrów (Aneurin Bevan i Harold Wilson). Kryzys zmusił premiera do zarządzenia przedterminowych wyborów, które odbyły się w październiku 1951 r. Mimo iż większość głosów w skali kraju oddana została na laburzystów, dzięki ordynacji większościowej większość w Izbie Gmin uzyskali konserwatyści. Winston Churchill powrócił na stanowisko premiera.

### Ostatnie lata

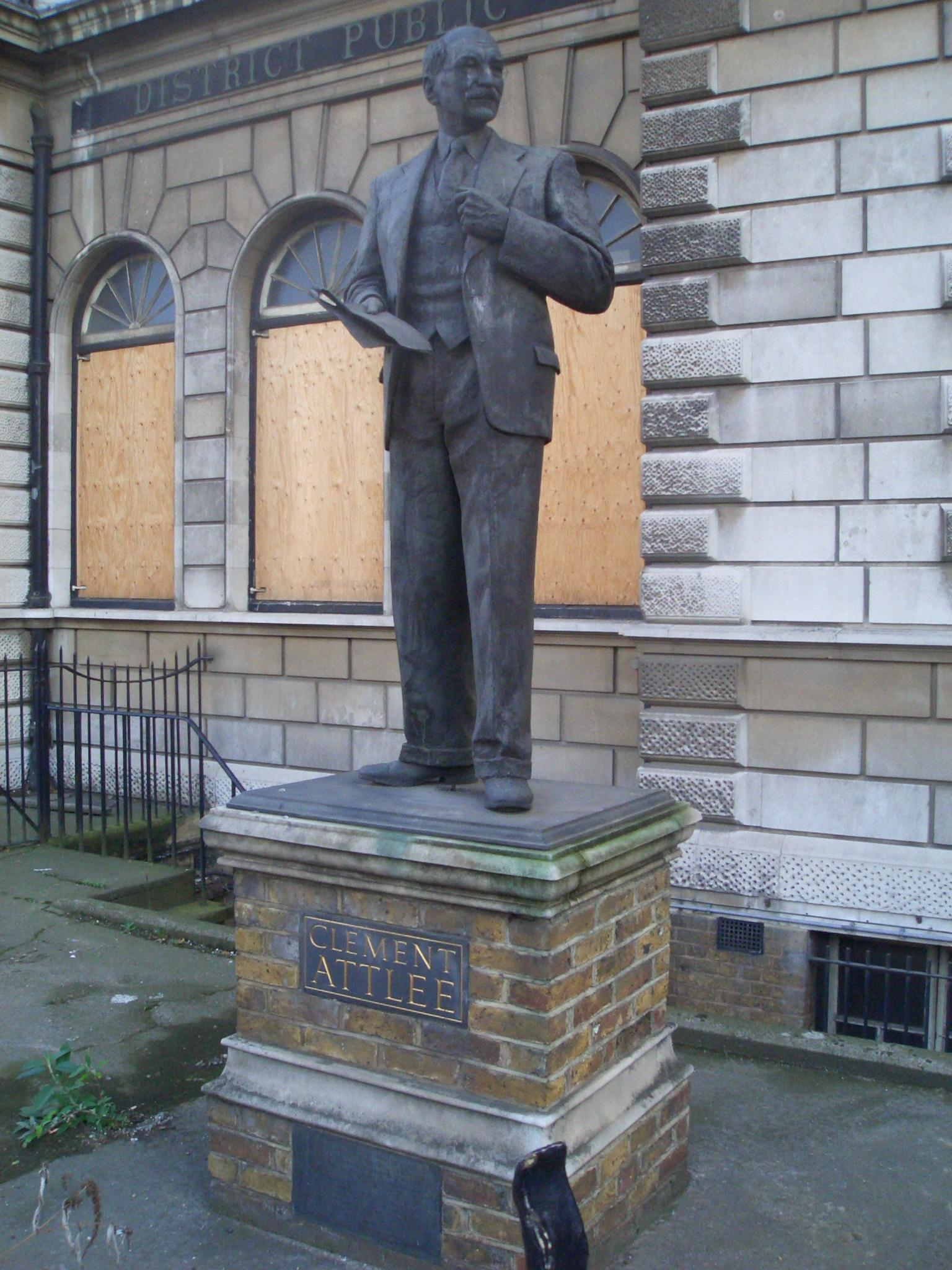
Pomnik Clementa Attleego przed biblioteką w Limehouse, Londyn

Attlee pozostał liderem Opozycji do grudnia 1955 r., kiedy to zrezygnował z miejsca w Izbie Gmin. 16 grudnia otrzymał parowskie tytuły hrabiego Attlee i wicehrabiego Prestwood i zasiadł w Izbie Lordów. Zmarł w 1967 r. na zapalenie płuc.
Po jego śmierci tytuł hrabiowski odziedziczył jego syn, Martin. Prochy byłego premiera pochowano w nawie opactwa westministerskiego.

## Gabinety Clementa Attleego

### Pierwszy gabinet, lipiec 1945 – luty 1950
- premier, minister obrony: Clement Richard Attlee
- lord kanclerz: William Jowitt, 1. wicehrabia Jowitt
- lord przewodniczący Rady: Herbert Morrison
- lord tajnej pieczęci: Arthur Greenwood
- kanclerz skarbu: Hugh Dalton
- minister spraw zagranicznych: Ernest Bevin
- minister spraw wewnętrznych: James Chuter Ede
- minister kolonii: George Hall
- minister ds. dominiów: Christopher Addison, 1. wicehrabia Addison
- minister ds. Indii i Birmy: Frederick Pethick-Lawrence, 1. baron Pethick-Lawrence
- pierwszy lord Admiralicji: Albert Alexander
- minister wojny: Jack Lawson
- minister lotnictwa: William Benn, 1. wicehrabia Stansgate
- minister edukacji: Ellen Wilkinson
- minister ds. Szkocji: Joseph Westwood
- minister rolnictwa i rybołówstwa: Tom Williams
- minister pracy i służby narodowej: George Isaacs
- minister zdrowia: Aneurin Bevan
- przewodniczący Zarządu Handlu: Stafford Cripps
- minister paliwa i mocy: Manny Shinwell

Zmiany
- lipiec 1946 r. – Arthur Greenwood obejmuje stanowisko Paymaster-General, pozostając jednocześnie na swoim dotychczasowym stanowisku
- październik 1946 r. – Jack Lawson i lord Stansgate przestają być członkami gabinetu, Albert Alexander obejmuje stanowisko ministra bez teki, jego następcy na stanowisku pierwszego lorda Admiralicji nie wchodzą w skład gabinetu, Arthur Creech Jones zastępuje George’a Halla na stanowisku ministra kolonii
- grudzień 1946 r. – Albert Alexander zastępuje Attleego na stanowisku ministra obrony
- luty 1947 r. – George Tomlinson zastępuje Ellen Wilikinson na stanowisku ministra edukacji
- marzec 1947 r. – Arthur Greenwood przestaje być Paymaster-General, pozostaje Lordem Tajnej Pieczęci, jego następcy na stanowisku Paymastet-General nie wchodzą w skład gabinetu
- kwiecień 1947 r. – Greenwood zostaje ministrem bez teki, lord Inman zastępuje Greenwooda na stanowisku lorda tajnej pieczęci, lord Listowel zastępuje lorda Pethick-Lawrence’a na stanowisku ministra ds. Indii i Birmy
- lipiec 1947 r. – ministerstwo ds. dominiów zostaje przekształcone w ministerstwo ds. Wspólnoty Narodów, lord Addison pozostaje na jego czele
- sierpień 1947 r. – ministerstwo ds. Indii i Birmy zostaje przekształcone w ministerstwo ds. Birmy, lord Listowel pozostaje na jego czele
- wrzesień 1947 r. – Stafford Cripps obejmuje stanowisko ministra ds. ekonomicznych, Harold Wilson zastępuje Crippsa na stanowisku przewodniczącego Zarządu Handlu, Arthur Greenwood odchodzi z gabinetu
- październik 1947 r. – lord Addison zastępuje lorda Inmana na stanowisku lorda tajnej pieczęci, Philip Noel-Baker zastępuje Addisona na stanowisku ministra ds. Wspólnoty Narodów, Arthur Woodburn zastępuje Josepha Westwooda na stanowisku ministra ds. Szkocji, Manny Shinwell opuszcza gabinet
- listopad 1947 r. – Stafford Cripps zastępuje Hugh Daltona na stanowisku kanclerza skarbu
- styczeń 1948 r. – urząd ministra ds. Birmy zostaje zlikwidowany
- maj 1948 r. – Hugh Dalton powraca do gabinetu jako Kanclerz Księstwa Lancaster, lord Pakenham zostaje członkiem gabinetu jako minister lotnictwa cywilnego
- lipiec 1948 r. – lord Addison zostaje Paymaster-General
- kwiecień 1949 r. – lord Addison przestaje być Paymaster-General, pozostając na swoich pozostałych stanowiskach

### Drugi gabinet, luty 1950 – październik 1951
- premier: Clement Richard Attlee
- lord kanclerz: William Jowitt, 1. wicehrabia Jowitt
- lord przewodniczący Rady: Herbert Morrison
- lord tajnej pieczęci: Christopher Addison, 1. wicehrabia Addison
- kanclerz skarbu: Stafford Cripps
- minister spraw zagranicznych: Ernest Bevin
- minister spraw wewnętrznych: James Chuter Ede
- minister kolonii: Jim Griffiths
- minister ds. Wspólnoty Narodów: Patrick Gordon Walker
- przewodniczący Zarządu Handlu: Harold Wilson
- Kanclerz Księstwa Lancaster: Albert Alexander, 1. wicehrabia Alexander of Hillsborough
- minister edukacji: George Tomlinson
- minister ds. Szkocji: Hector McNeil
- minister rolnictwa i rybołówstwa: Tom Williams
- minister pracy i służby narodowej: George Isaacs
- minister zdrowia: Aneurin Bevan
- minister obrony: Manny Shinwell
- minister budownictwa i samorządu lokalnego: Hugh Dalton

Zmiany
- październik 1950 r. – Hugh Gaitskell zastępuje Stafforda Crippsa na stanowisku kanclerza skarbu
- styczeń 1951 r. – Aneurin Bevan zastępuje George’a Isaacsa na stanowisku ministra pracy i służby narodowej, następcy Bevina na stanowisku ministra zdrowia nie wchodzą w skład gabinetu
- marzec 1951 r. – Herbert Morrison zastępuje Ernesta Bevina na stanowisku ministra spraw zagranicznych, lord Addison zastępuje Morrisona na stanowisku Lorda Przewodniczącego Rady, Bevin zastępuje Addisona na stanowisku lorda tajnej pieczęci,
- kwiecień 1951 r. – Richard Stokes zastępuje Bevina na stanowisku lorda tajnej pieczęci, Alfred Robens zastępuje Aneurina Bevana na stanowisku ministra pracy i służby narodowej, Hartley Shawcross zastępuje Harolda Wilsona na stanowisku przewodniczącego Zarządu Handlu